# Camille Coduri
Camille Coduri  (Wandsworth, 18 de abril de 1965) é uma atriz britânica, conhecida por seu papel como Jackie Tyler em Doctor Who.